# Volley Soverato 2013-2014
Questa voce raccoglie le informazioni riguardanti il Volley Soverato nelle competizioni ufficiali della stagione 2013-2014.

## Stagione
La stagione 2013-14 è per il Volley Soverato la quarta consecutiva in Serie A2; come allenatore viene confermato Marco Breviglieri, mentre la rosa viene rafforzata con gli innesti di Sofia Arimattei, Yarimar Rosa, Linda Martinuzzo e Sara De Lellis, che sostituiscono Paola Paggi, Marta Galeotti e Desislava Nikolova: tre le conferme quelle di Alessia Travaglini e Leticia Boscacci.
Il campionato si apre con una sconfitta ad opera della Pro Victoria a cui seguono però quattro vittorie consecutive, prima di un nuovo stop contro il Promoball Volleyball Flero: nelle ultime cinque giornate del girone di andata, la squadra di Soverato coglie quattro successi che la spingono al terzo posto in classifica. Il girone di ritorno è caratterizzato inizialmente da un'alternanza di risultati positivi e negativi, fino a che dalla sedicesima alla diciottesima giornata il club calabro colleziona tre sconfitte consecutive: a queste fanno però seguito tre vittorie, prima di chiudere la regular season con la perdita della partita contro la Pallavolo Scandicci e la conferma del terzo posto in classifica. Nei play-off promozione il Volley Soverato parte direttamente dalla semifinali, dove però viene eliminato dalla squadra di Monza dopo aver perso la serie per 2-1.
Tutte le squadre partecipanti alla Serie A2 2013-14 sono qualificate alla Coppa Italia di Serie A2; il Volley Soverato passa gli ottavi di finale sul New Volley Libertas nonostante la sconfitta nella gara di ritorno, dopo aver vinto la gara di andata, per un miglior quoziente set: analoga situazione si verifica anche nei quarti di finale ai danni della Pallavolo Villanterio. Viene infine eliminato nelle semifinali a causa della doppia sconfitta rimediata sia nella partita di andata sia in quella di ritorno contro l'Azzurra Volley San Casciano.

## Organigramma societario
Area direttiva
- Presidente: Antonio Matozzo
- Vicepresidente: Antonietta Condò
- Segreteria generale: Fausto Apicella

Area organizzativa
- Team manager: Francesco Matozzo
- Direttore sportivo: Ilaria Matozzo
- Dirigente: Saverio Scarfone
- Addetto agli arbitri: Saverio Scarfone, Giancarlo Alcaro

Area tecnica
- Allenatore: Marco Breviglieri
- Allenatore in seconda: Antonio Stella
- Scout man: Simone Franceschi

Area marketing
- Ufficio marketing: Piero Riitano

Area sanitaria
- Medico: Michele Raffa
- Preparatore atletico: Elmiro Trombino

## Rosa
| N° | Nome                 | Ruolo | Data di nascita  | Nazionalità sportiva |
| -- | -------------------- | ----- | ---------------- | -------------------- |
| 2  | Giorgia Cacciapaglia | L     | 14 dicembre 1987 | Italia               |
| 3  | Alessia Travaglini   | C     | 10 aprile 1988   | Italia               |
| 4  | Leticia Boscacci     | S/O   | 8 novembre 1985  | Argentina            |
| 5  | Linda Martinuzzo     | C     | 10 ottobre 1992  | Italia               |
| 6  | Yarimar Rosa         | S     | 20 giugno 1988   | Porto Rico           |
| 7  | Sofia Arimattei      | S     | 17 gennaio 1981  | Italia               |
| 8  | Roberta Ferraro      | S     | 6 gennaio 1987   | Italia               |
| 10 | Francesca Lavorenti  | P     | 10 giugno 1993   | Italia               |
| 11 | Carmen Bellapianta   | S     | 3 novembre 1987  | Italia               |
| 12 | Nina Burduja         | S/O   | 3 febbraio 1996  | Italia               |
| 13 | Serena Torcasio      | C     | 3 luglio 1991    | Italia               |
| 17 | Sara De Lellis       | P     | 14 novembre 1986 | Italia               |

## Mercato
| Acquisti | Acquisti             | Acquisti            | Acquisti   |
| R.       | Nome                 | da                  | Modalità   |
| -------- | -------------------- | ------------------- | ---------- |
| S        | Sofia Arimattei      | Forlì Bologna       | definitivo |
| S        | Carmen Bellapianta   | Libertas Bastia     | definitivo |
| S/O      | Nina Burduja         | Virtus Pellaro 1962 | definitivo |
| L        | Giorgia Cacciapaglia | San Vito            | definitivo |
| P        | Sara De Lellis       | San Casciano        | definitivo |
| S        | Roberta Ferraro      | Nigithor            | definitivo |
| P        | Francesca Lavorenti  | Forlì Bologna       | definitivo |
| C        | Linda Martinuzzo     | Cadelbosco          | definitivo |
| S        | Yarimar Rosa         | Indias de Mayagüez  | definitivo |
| C        | Serena Torcasio      | Cutro               | definitivo |

| Cessioni | Cessioni           | Cessioni      | Cessioni   |
| R.       | Nome               | a             | Modalità   |
| -------- | ------------------ | ------------- | ---------- |
| P        | Ilaria Demichelis  | Trentino Rosa | definitivo |
| C        | Valeria Diomede    | Bari          | definitivo |
| P        | Marta Galeotti     | -             | ritirata   |
| S        | Natascia Mancuso   | Todi          | definitivo |
| S        | Francesca Moretti  | Villanterio   | definitivo |
| L        | Jessica Moretti    | ?             | definitivo |
| S/O      | Desislava Nikolova | Halkbank      | definitivo |
| C        | Paola Paggi        | Forlì         | definitivo |
| C        | Valentina Russo    | New Libertas  | definitivo |
| L        | Luana Scalise      | Pizzo         | definitivo |

## Risultati

### Serie A2

#### Girone di andata
| 1ª giornata - 20 ottobre 2013 Palazzetto dello Sport, Monza   | Pro Victoria | 3 - 0 | Soverato        | 25-18, 25-22, 25-22               |
| 2ª giornata - 27 ottobre 2013 PalaScoppa, Soverato            | Soverato     | 3 - 2 | Towers          | 25-14, 18-25, 25-18, 22-25, 15-13 |
| 3ª giornata - 3 novembre 2013 PalaScoppa, Soverato            | Soverato     | 3 - 0 | New Libertas    | 26-24, 29-27, 25-14               |
| 4ª giornata - 24 novembre 2013 Palazzetto dello Sport, Rovigo | Beng Rovigo  | 1 - 3 | Soverato        | 18-25, 25-19, 17-25, 17-25        |
| 5ª giornata - 1º dicembre 2013 PalaScoppa, Soverato           | Soverato     | 3 - 1 | Pavia           | 39-41, 25-22, 25-20, 25-23        |
| 6ª giornata - 8 dicembre 2013 PalaGeorge, Montichiari         | Flero        | 3 - 0 | Soverato        | 25-18, 25-21, 25-14               |
| 7ª giornata - 15 dicembre 2013 PalaScoppa, Soverato           | Soverato     | 3 - 1 | Cadelbosco      | 25-18, 19-25, 25-19, 25-19        |
| 8ª giornata - 22 dicembre 2013 PalaPozzillo, Sala Consilina   | Antares      | 1 - 3 | Soverato        | 23-25, 21-25, 25-17, 22-25        |
| 9ª giornata - 26 dicembre 2013 PalaScoppa, Soverato           | Soverato     | 0 - 3 | San Casciano    | 24-26, 22-25, 21-25               |
| 10ª giornata - 6 gennaio 2014 PalaResia, Bolzano              | Neruda       | 1 - 3 | Soverato        | 18-25, 25-23, 20-25, 21-25        |
| 11ª giornata - 12 gennaio 2014 PalaScoppa, Soverato           | Soverato     | 3 - 0 | Savino Del Bene | 25-15, 25-18, 25-19               |

#### Girone di ritorno
| 12ª giornata - 26 gennaio 2014 PalaScoppa, Soverato               | Soverato        | 3 - 1 | Pro Victoria | 25-18, 16-25, 25-18, 25-19        |
| 13ª giornata - 1º febbraio 2014 PalaCampagnola, Schio             | Towers          | 3 - 2 | Soverato     | 17-25, 23-25, 28-26, 25-21, 15-6  |
| 14ª giornata - 9 febbraio 2014 PalaPuca, Sant'Antimo              | New Libertas    | 0 - 3 | Soverato     | 26-28, 19-25, 12-25               |
| 15ª giornata - 16 febbraio 2014 PalaScoppa, Soverato              | Soverato        | 3 - 2 | Beng Rovigo  | 23-25, 26-24, 25-18, 15-25, 16-14 |
| 16ª giornata - 2 marzo 2014 PalaRavizza, Pavia                    | Pavia           | 3 - 2 | Soverato     | 24-26, 20-25, 25-12, 25-20, 15-8  |
| 17ª giornata - 9 marzo 2014 PalaScoppa, Soverato                  | Soverato        | 0 - 3 | Flero        | 18-25, 16-25, 21-25               |
| 18ª giornata - 16 marzo 2014 PalaRivalta, Reggio nell'Emilia      | Cadelbosco      | 3 - 2 | Soverato     | 17-25, 25-18, 23-25, 25-19, 15-9  |
| 19ª giornata - 23 marzo 2014 PalaScoppa, Soverato                 | Soverato        | 3 - 0 | Antares      | 25-19, 25-16, 25-22               |
| 20ª giornata - 30 marzo 2014 Palazzetto dello Sport, San Casciano | San Casciano    | 2 - 3 | Soverato     | 22-25, 25-23, 25-19, 16-25, 13-15 |
| 21ª giornata - 6 aprile 2014 PalaScoppa, Soverato                 | Soverato        | 3 - 0 | Neruda       | 25-12, 25-14, 25-17               |
| 22ª giornata - 13 aprile 2014 Palazzetto dello Sport, Scandicci   | Savino Del Bene | 3 - 0 | Soverato     | 25-15, 25-14, 25-19               |

#### Play-off promozione
| Semifinali (gara 1) - 27 aprile 2014 PalaScoppa, Soverato          | Soverato     | 2 - 3 | Pro Victoria | 21-25, 25-11, 25-20, 20-25, 12-15 |
| Semifinali (gara 2) - 1º maggio 2014 Palazzetto dello Sport, Monza | Pro Victoria | 0 - 3 | Soverato     | 19-25, 24-26, 22-25               |
| Semifinali (gara 3) - 4 maggio 2014 PalaScoppa, Soverato           | Soverato     | 1 - 3 | Pro Victoria | 25-20, 14-25, 24-26, 16-25        |

### Coppa Italia di Serie A2

#### Fase a eliminazione diretta
| Ottavi di finale (andata) - 10 novembre 2013 PalaPuca, Sant'Antimo          | New Libertas | 1 - 3 | Soverato     | 21-25, 29-27, 13-25, 22-25        |
| Ottavi di finale (ritorno) - 17 novembre 2013 PalaScoppa, Soverato          | Soverato     | 2 - 3 | New Libertas | 20-20, 23-25, 24-26, 25-17, 16-18 |
| Quarti di finale (andata) - 18 gennaio 2014 PalaRavizza, Soverato           | Pavia        | 0 - 3 | Soverato     | 15-25, 9-25, 21-25                |
| Quarti di finale (ritorno) - 22 gennaio 2014 PalaScoppa, Soverato           | Soverato     | 2 - 3 | Pavia        | 16-25, 25-21, 25-22, 13-25, 15-17 |
| Semifinali (andata) - 29 gennaio 2014 PalaScoppa, Soverato                  | Soverato     | 1 - 3 | San Casciano | 19-25, 25-22, 20-25, 19-25        |
| Semifinali (ritorno) - 5 febbraio 2014 Palazzetto dello Sport, San Casciano | San Casciano | 3 - 0 | Soverato     | 30-28, 25-17, 25-20               |

## Statistiche

### Statistiche di squadra
| Competizione             | Punti | In casa | In casa | In casa | In trasferta | In trasferta | In trasferta | Totale | Totale | Totale |
| Competizione             | Punti | G       | V       | P       | G            | V            | P            | G      | V      | P      |
| ------------------------ | ----- | ------- | ------- | ------- | ------------ | ------------ | ------------ | ------ | ------ | ------ |
| Serie A2                 | 42    | 13      | 9       | 4       | 12           | 6            | 6            | 25     | 15     | 10     |
| Coppa Italia di Serie A2 | -     | 3       | 0       | 3       | 3            | 2            | 1            | 6      | 2      | 4      |
| Totale                   | -     | 16      | 9       | 7       | 15           | 8            | 7            | 31     | 17     | 14     |

G = partite giocate; V = partite vinte; P = partite perse

### Statistiche dei giocatori
| Giocatore       | Serie A2 | Serie A2 | Serie A2 | Serie A2 | Serie A2 | Coppa Italia di Serie A2 | Coppa Italia di Serie A2 | Coppa Italia di Serie A2 | Coppa Italia di Serie A2 | Coppa Italia di Serie A2 | Totale | Totale | Totale | Totale | Totale |
| Giocatore       | P        | PT       | AV       | MV       | BV       | P                        | PT                       | AV                       | MV                       | BV                       | P      | PT     | AV     | MV     | BV     |
| --------------- | -------- | -------- | -------- | -------- | -------- | ------------------------ | ------------------------ | ------------------------ | ------------------------ | ------------------------ | ------ | ------ | ------ | ------ | ------ |
| S. Arimattei    | 25       | 271      | ?        | ?        | ?        | 6                        | 52                       | ?                        | ?                        | ?                        | 31     | 323    | ?      | ?      | ?      |
| C. Bellapianta  | 14       | 48       | ?        | ?        | ?        | 3                        | 14                       | ?                        | ?                        | ?                        | 17     | 62     | ?      | ?      | ?      |
| L. Boscacci     | 24       | 315      | ?        | ?        | ?        | 6                        | 82                       | ?                        | ?                        | ?                        | 30     | 397    | ?      | ?      | ?      |
| N. Burduja      | 15       | 24       | ?        | ?        | ?        | 4                        | 15                       | ?                        | ?                        | ?                        | 19     | 39     | ?      | ?      | ?      |
| G. Cacciapaglia | 25       | -        | -        | -        | -        | 6                        | -                        | -                        | -                        | -                        | 31     | -      | -      | -      | -      |
| S. De Lellis    | 25       | 75       | ?        | ?        | ?        | 6                        | 19                       | ?                        | ?                        | ?                        | 31     | 94     | ?      | ?      | ?      |
| R. Ferraro      | 6        | 1        | ?        | ?        | ?        | 3                        | 8                        | ?                        | ?                        | ?                        | 9      | 9      | ?      | ?      | ?      |
| F. Lavorenti    | 16       | 1        | ?        | ?        | ?        | 5                        | 2                        | 2                        | 0                        | 0                        | 21     | 3      | ?      | ?      | ?      |
| L. Martinuzzo   | 25       | 210      | ?        | ?        | ?        | 6                        | 40                       | ?                        | ?                        | ?                        | 31     | 250    | ?      | ?      | ?      |
| Y. Rosa         | 22       | 335      | ?        | ?        | ?        | 5                        | 72                       | 67                       | 3                        | 2                        | 27     | 407    | ?      | ?      | ?      |
| S. Torcasio     | 3        | 2        | ?        | ?        | ?        | 3                        | 9                        | ?                        | ?                        | ?                        | 6      | 11     | ?      | ?      | ?      |
| A. Travaglini   | 25       | 259      | ?        | ?        | ?        | 6                        | 52                       | ?                        | ?                        | ?                        | 31     | 311    | ?      | ?      | ?      |

P = presenze; PT = punti totali; AV = attacchi vincenti; MV = muri vincenti; BV = battute vincenti